# Lycaena nais
Lycaena nais är en fjärilsart som beskrevs av Edwards 1871. Lycaena nais ingår i släktet Lycaena och familjen juvelvingar. Inga underarter finns listade i Catalogue of Life.